# Agrostis spicata
Agrostis spicata é uma espécie de gramínea do gênero Agrostis, pertencente à família Poaceae.